# The Door (film, 2016)
Pour les articles homonymes, voir The Door.
Pour plus de détails, voir Fiche technique et Distribution.
The Door (The Other Side of the Door) est un film d'horreur américano-indo-britannique co-écrit et réalisé par Johannes Roberts, sorti en 2016.
Le film suit un couple d'Américains qui est confronté à la mort de leur fils dans un tragique accident de voiture. Alors que Maria, la mère, s'enfonce jour après jour dans une profonde dépression, leur gouvernante indienne lui offre la possibilité de contacter son fils une dernière fois. Dans une forêt du sud de l'Inde se trouve un temple servant de frontière entre le monde des morts et celui des vivants. La mère pourra y contacter l'esprit de son fils, mais sous aucun prétexte, elle ne doit ouvrir la porte du temple …

## Synopsis
Après avoir perdu son fils Oliver, mort noyé durant un accident de voiture consécutif à de fortes inondations en Inde, Maria Harwood ne s'est pas remise de la tragédie. Lors de l'accident, Maria a choisi de sauver sa plus jeune fille, Lucy, au lieu d'Oliver, car la jambe d'Oliver est coincée et elle ne peut pas la sortir. Maria est rongée par sa culpabilité depuis. Une nuit, son mari Michael trouve Maria inconsciente, cette dernière ayant absorbé une grande quantité de médicaments afin de mettre fin à ses jours. A l'hôpital, Maria est réconfortée par sa gouvernante Piki. Piki demande à Maria si elle veut une dernière chance de dire au revoir à Oliver. Piki explique qu'elle a été dans une situation similaire, où elle a perdu sa fille dans une noyade à la suite d'un court instant d'inattention. Selon la gouvernante, il y a un temple abandonné dans sa ville natale où la frontière entre les vivants et les morts est très mince. Maria doit disperser les cendres de son fils sur les marches du temple et s'enfermer. Oliver lui parlera une fois la nuit tombée. Cependant, peu importe ce que dit Oliver, Maria ne doit pas lui ouvrir la porte du temple. Maria accepte et le couple fait exhumer et brûler le corps d'Oliver. Maria remarque des hommes étranges couverts de cendres. Piki explique que ce sont des chamanes qui consomment la chair des morts et s'enrobent de cendre pour renforcer leurs liens entre les mondes des vivants et des morts.
Le lendemain, Maria arrive au temple et suit les instructions de Piki. À l'intérieur, elle découvre avec effroi le cadavre momifié d'une femme. La nuit tombe et Oliver commence à parler à Maria, qui s'excuse auprès d'Oliver de l'avoir abandonné. Oliver commence à implorer Maria d'ouvrir la porte mais elle explique qu'elle ne peut pas le faire. Quand Oliver dit qu'il doit partir, Maria, qui voulait lui parler plus longtemps, panique et ouvre la porte, mais ne voit personne. Elle s'enfuit du temple terrorisée, après être tombée nez à nez avec un chaman peu de temps après avoir ouvert la porte. Elle rentre chez elle le lendemain ; une fois arrivée chez elle, elle concentre son attention sur Michael (dont elle aperçoit brièvement quelques gouttes de larmes de sang couler de ses yeux) et Lucy mais ne dit pas à Piki qu'elle a ouvert la porte. Des choses étranges commencent à se produire ; Maria croise régulièrement des chamans dès qu'elle sort de chez elle, elle fait régulièrement des cauchemars et aperçoit parfois des silhouettes déformées et effrayantes de sa fille, leur piano joue tout seul et Lucy dit à Maria qu'Oliver est revenu et qu'il se cache de quelqu'un. Lucy dit également à Maria qu'elle ne devrait pas informer Michael du retour d'Oliver tant qu'Oliver n'est pas prêt à le faire. Dans la chambre d'Oliver, une chaise se dirige vers elle, avec Le Livre de la Jungle, que Maria lisait à Oliver quand il est mort, mais n'a jamais fini. Réalisant qu'Oliver veut qu'elle finisse le livre, elle le fait. Piki remarque que les plantes voisines ont commencé à mourir et commence à se rendre compte que Maria avait désobéi à ses instructions au temple.
Plus tard, le corps décomposé d'Oliver avec un sourire démoniaque apparaît près de Lucy. Maria découvre une marque de morsure sanglante sur son épaule en donnant un bain à Lucy. Alors que Lucy aimait le retour d'Oliver dans le passé, elle dit à Maria qu'elle n'aime plus Oliver. Elle entre dans la chambre d'Oliver et lui dit qu'il ne doit plus blesser Lucy. Oliver l'enferme, retire la chaise et le livre à nouveau et Maria accepte de lui lire le livre tant qu'il ne blesse pas Lucy. Un chaman apparaît à la maison plus tard dans la soirée et fait un signe de la main vers le dos de Maria ; elle se retourne et voit le corps momifié du temple derrière elle, qui la poursuit. Le lendemain, une Piki indignée sermonne Maria et lui explique qu'en raison de ses actes, l'âme d'Oliver ne peut pas se réincarner correctement et qu'il est devenu diabolique, l'harmonie et l'équilibre entre le monde des vivants et celui des morts ont été rompus et qu'il est illusoire de vouloir ramener une personne décédée dans le monde des vivants. Elle lui révèle que l'étrange figure qu'elle a vue la veille est Myrtu, la gardienne des enfers, qui récupère l'âme des morts. Piki l'exhorte à brûler tous les biens d'Oliver pour briser son emprise sur le monde des vivants.
Alors que Piki tente de jeter et de brûler tous les biens restants d'Oliver, ce dernier utilise l'apparence de la fille morte de la gouvernante pour l'attirer dans un puits et la noyer. Après les funérailles de Piki, Michael rentre à la maison et découvre que Maria a brûlé tous les biens d'Oliver. Désemparé et en colère, Michael ne croit pas Maria lorsqu'elle tente d'expliquer la raison de ses actes. Renforçant sa méfiance, Lucy nie soudainement toute connaissance du retour d'Oliver. Maria se rend compte peu après qu'Oliver a possédé Lucy. Michael pense que Maria est en train de perdre la raison et l'enferme dans une pièce, croyant que celle-ci voulait frapper Lucy.
Michael commence à voir les chamans envahir la maison ; Lucy, possédée, tue Winston, le golden retriever des Harwood avec un couteau et se sert du même ustensile pour poignarder son père horrifié, après lui avoir révélé que Maria n'était pas folle et avait en fait raison. Maria réussit à sortir de la pièce où elle était enfermée et se dirige vers la chambre d'Oliver, où elle voit des chamans chanter sur le corps de Lucy. Comme ils ne peuvent pas enlever l'esprit possédant Lucy, ils prévoient de la sacrifier. Cependant, Michael s'interpose et les arrête temporairement dans leurs actions, tandis que Maria dit à Oliver qu'il doit partir. Oliver dit qu'il a peur, mais Maria dit qu'elle ira avec lui. L'esprit d'Oliver quitte le corps de Lucy et entre dans celui de Maria. Elle s'approche du chaman avec le couteau en lui disant de la prendre à la place. Il s'exécute, la poignardant mortellement. Elle tombe et se réveille seule dans la pièce. Myrtu apparaît et emmène Maria dans l'au-delà.
Maria se réveille alors et croit brièvement qu'elle est en vie. Elle entend la voix de Michael l'appeler. Elle voit les marches du temple et se rend compte que Michael tente le même rituel pour ramener Maria comme elle l'a fait avec Oliver. Maria lui crie de ne pas ouvrir la porte et la terreur se répète à nouveau.

## Fiche technique
- Titre original : The Other Side of the Door
- Titre en France : The Door
- Réalisation : Johannes Roberts
- Scénario : Ernest Riera et Johannes Roberts
- Décors : David Bryan
- Photographie : Maxime Alexandre
- Montage : Baxter
- Musique : Joseph Bishara
- Producteurs : Alexandre Aja, Rory Aitken et Ben Pugh
- Sociétés de production : 42 et Fire Axe Pictures ; TSG Entertainment (coproduction)
- Société de distribution : 20th Century Fox
- Budget : 5 000 000 $
- Pays de production :  Inde,  Royaume-Uni,  États-Unis
- Langue originale : anglais
- Format : couleur - 2.35:1
- Genre : horreur
- Durée : 95 minutes[1]
- Dates de sortie[2] : 
  -  États-Unis,  Royaume-Uni : 4 mars 2016
  -  France : 1er juin 2016
- Classification[3] :
- Classification : 
  -  États-Unis : Rated R
  -  France : Interdit aux moins de 12 ans

## Distribution
- Sarah Wayne Callies (VF : Gaëlle Savary) : Maria
- Jeremy Sisto (VF : Maurice Decoster) : Michael
- Javier Botet : Myrtu
- Sofia Rosinsky (VF : Lya Ghalaimia) : Lucy
- Logan Creran (VF : Nolan Baugin) : Oliver
- Jax Malcolm : voix d'Oliver
- Suchitra Pillai-Malik (VF : Maik Darah) : Piki